# Solaria miersioides
Solaria miersioides är en amaryllisväxtart som beskrevs av Rodolfo Amando Philippi. Solaria miersioides ingår i släktet Solaria och familjen amaryllisväxter. Inga underarter finns listade i Catalogue of Life.